# Bauerius ansorgii
Bauerius ansorgii — вид ящірок з родини геконових (Gekkonidae).

## Назва
Вид B. ansorgii названо на честь британського лікаря Вільяма Джона Ансоржа, який працював в Анголі та Уганді і відомий тим, що досліджував фауну африканського регіону.

## Поширення
Вид поширений на заході Анголи. Населяє савани та чагарники на висоті 50–500 м над рівнем моря.

## Опис
Тіло завдовжки до 7,5 см з хвостом до 3 см. Забарвлення спини блідо-сірувато-коричневе. Черево біле з дрібними бурими плямами. Верхня губа також біла.

## Спосіб життя
Веде нічний спосіб життя. Удень ховається в порожнистих гілках терну Senegalia mellifera, гілки якого стали порожнистими через діяльність термітів. Виходить вночі, щоб добути їжу.